# Binnenpoort 6
De Binnenpoort 6 is een rijksmonument in de Nederlandse stad Culemborg, provincie Gelderland. Het gebouw ligt op de hoek van de middeleeuwse stadsgracht en de straat met de naam Binnenpoort.

## Geschiedenis
Het pand is rond 1600 gebouwd tussen de Lanxmeerpoort (ook wel Binnenpoort genoemd) en de toenmalige voorpoort in. De muur van de zuidgevel - gelegen langs de stadsgracht -  is nog afkomstig van de middeleeuwse voorpoort. De oorspronkelijke indeling was een voorhuis met een achterwand die het voorhuis afscheidde van het achterhuis. Tegen deze wand was de stookplaats geplaatst.
In 1617 werd een nieuwe voorpoort gebouwd naar ontwerp van Jacob Canneman. Delen hiervan zijn bewaard gebleven in de zuidgevel van het huis.
In 1959 werd het huis gerestaureerd.

## Beschrijving
Het huis heeft aan de voor- en achterzijde trapgevels, met daartussen een zadeldak. De zuidgevel bevat eveneens een trapgevel.

### Voorgevel
De voorgevel is opgebouwd uit baksteen, met op de verdiepingen banden van natuursteen. De waterlijsten boven de begane grond en de eerste verdieping bevatten stenen leeuwenkopjes. De vensters worden afgedekt door korfboogvormige boogtrommels die rusten op kopjes van mergelsteen. Boven in de trapgevel zijn twee pilasters zichtbaar. De gevel is voorzien van sierankers en een gevelsteen met een wapenschild; de gevelsteen geeft het jaar 1581 aan.
Bij de restauratie van 1959 is de onderpui teruggebracht naar de situatie van omstreeks 1800.

### Zijgevel
De bakstenen zijgevel bevindt zich aan de zuidkant van het huis, langs de stadsgracht. In de gevel zijn sierankers aangebracht. Boven in de trapgevel bevindt zich één pilaster.
Onder in de muur zijn diverse vloedstenen gemetseld, die herinneren aan de diverse watersnoodrampen in het rivierengebied. Zij geven tevens de waterstanden aan die in Culemborg door de dijkdoorbraken werden bereikt.
De gevel is deels een restant van de middeleeuwse voorpoort. Ook bevat deze gevel een restant van de voormalige voorpoort die in 1617 werd geplaatst. Deze sierpoort, gebouwd door Jacob Canneman, bestond uit twee pilasters met versierde mergelbanden en aan weerszijden twee cilindervormige torentjes met een uiendak. Tegen de hoek van de Binnenpoort 6 is een pilaster bewaard gebleven en in de gevel zelf is een restant zichtbaar van een van de cilindervormige torentjes.
In de 18e eeuw is een erker geplaatst die rust op korbelen.

## Afbeeldingen

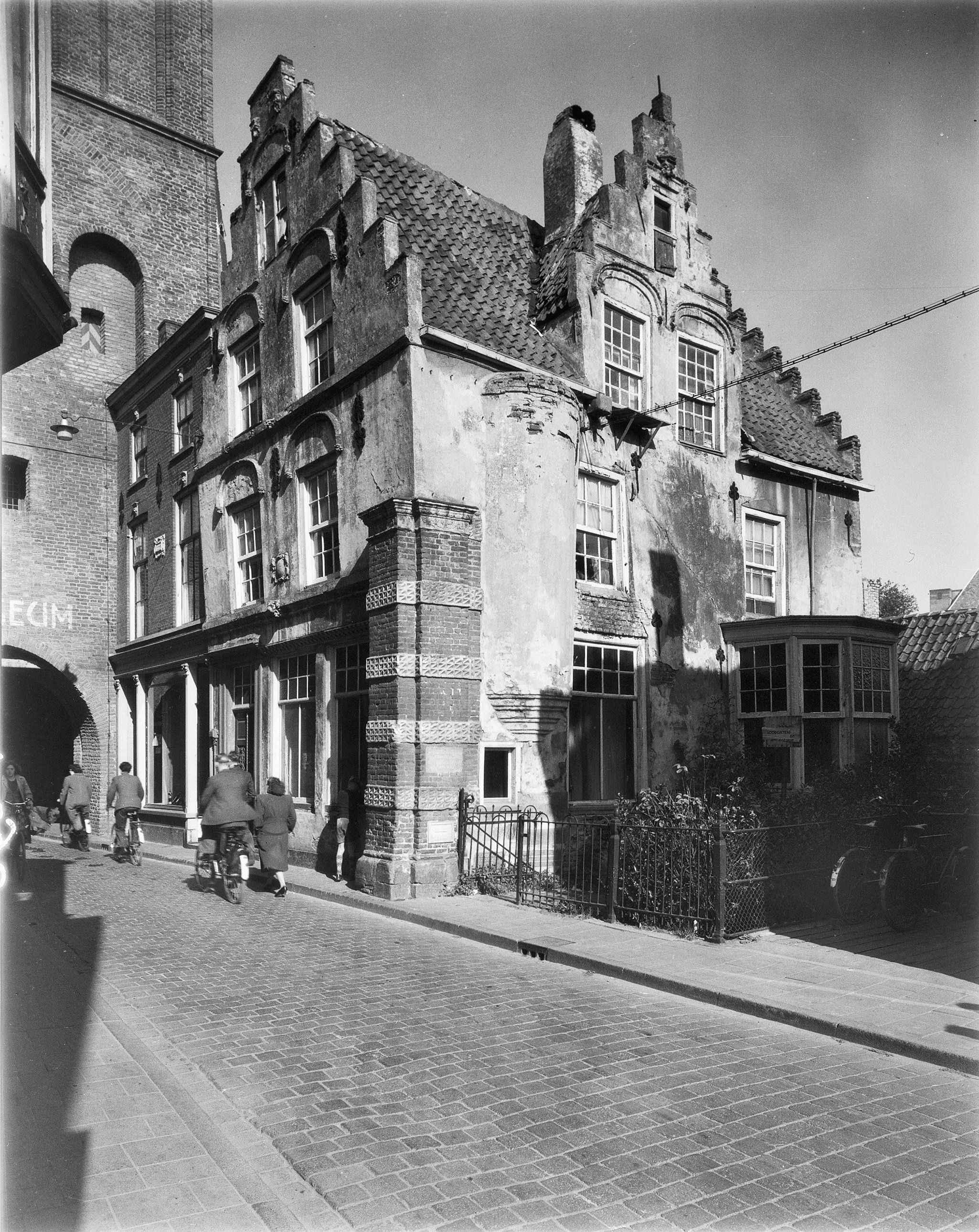
Situatie in 1950
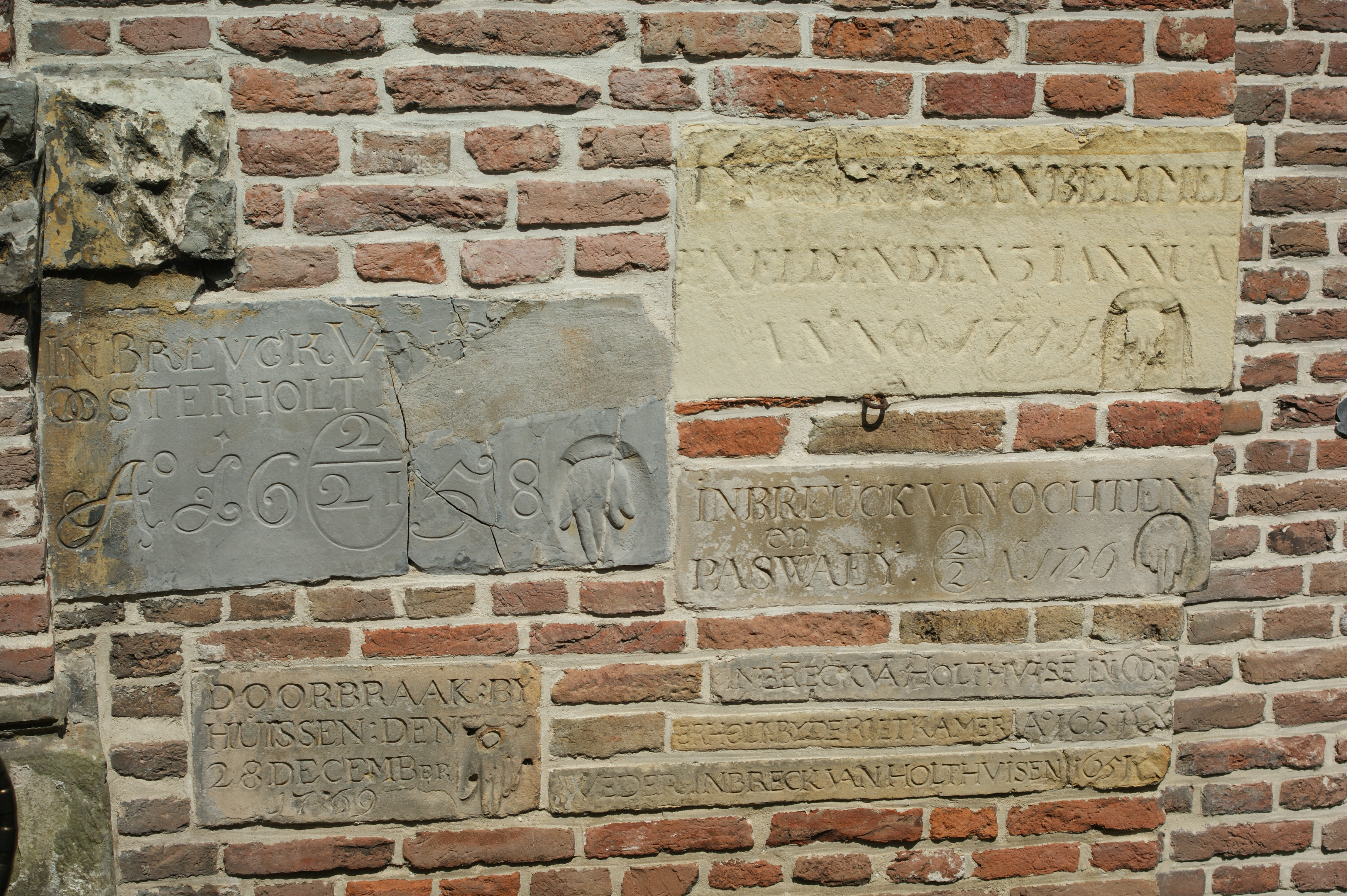
Herdenkingsstenen van diverse watersnoden
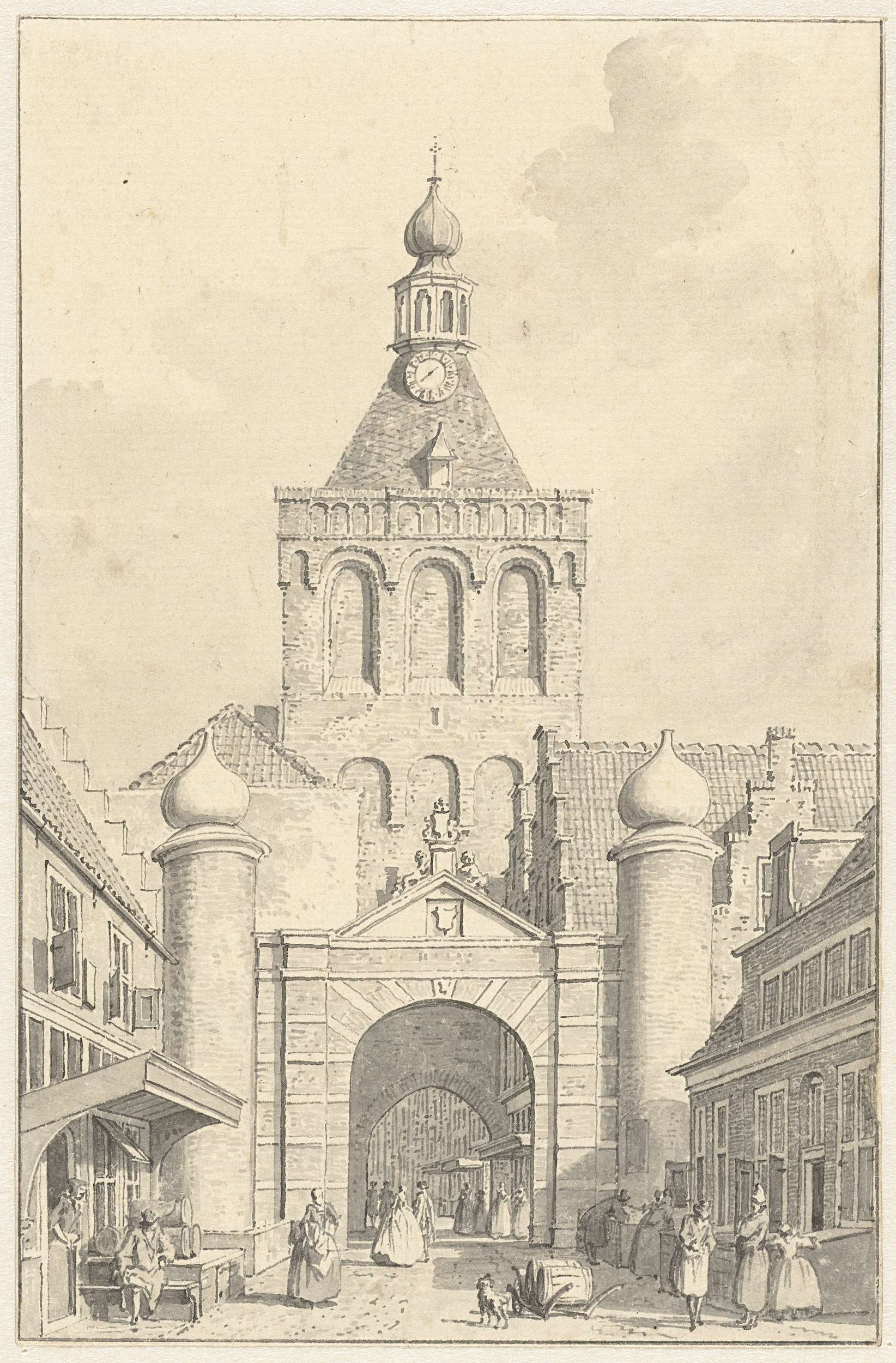
Binnenpoort in Culemborg door Cornelis Pronk (18e eeuw), met de sierpoort uit 1617
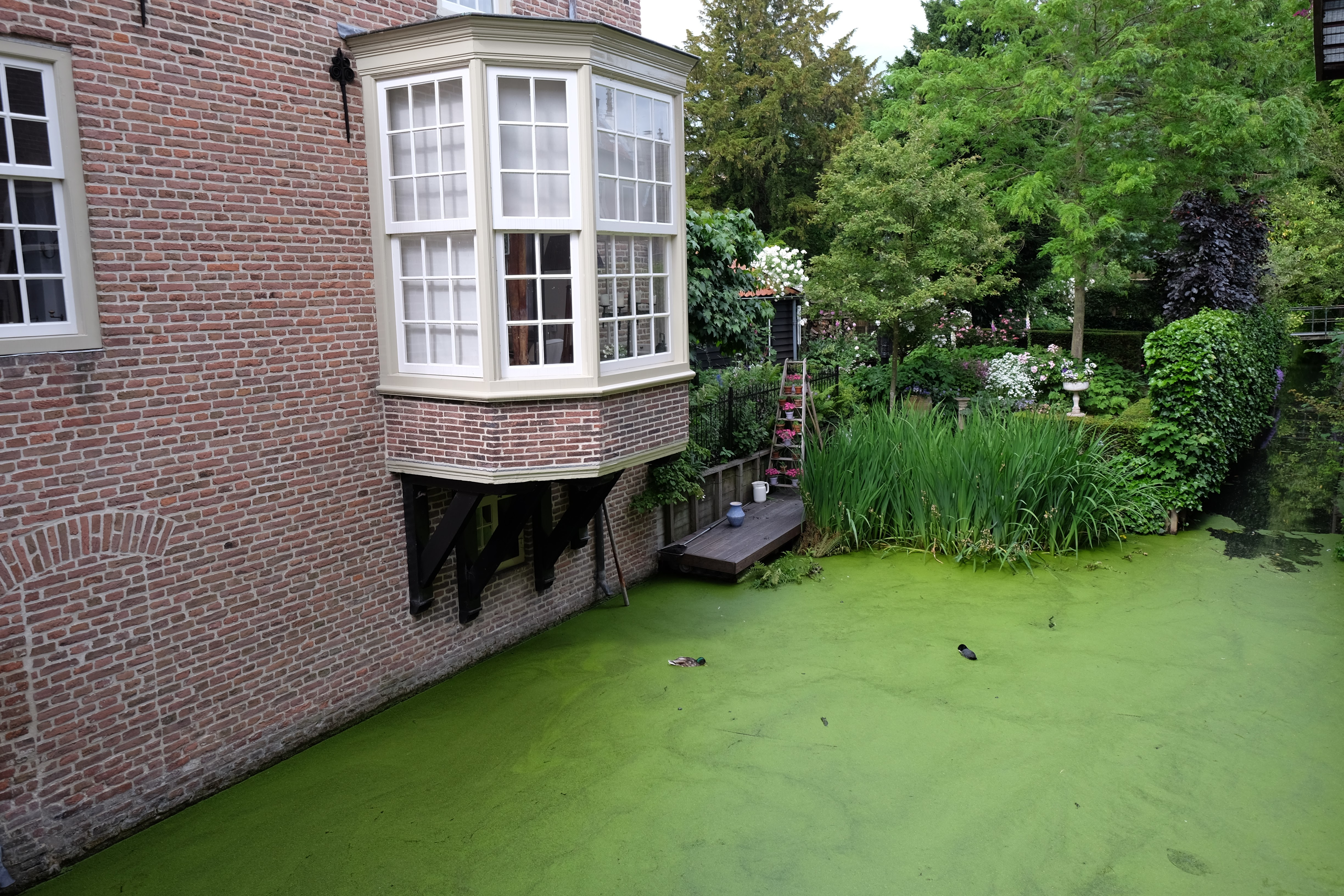
De erker in de zuidgevel